# World Animal Protection
 Der er for få eller ingen kildehenvisninger i denne artikel, hvilket er et problem. Du kan hjælpe ved at angive troværdige kilder til de påstande, som fremføres i artiklen.

World Animal Protection er en international nonprofitorganisation, der arbejder med dyrebeskyttelse. Organisationen har eksisteret siden 1950 år og beskriver sin vision som: En verden, hvor dyrevelfærd respekteres, og hvor dyremishandling stopper.
Den velgørende organisation arbejder i Afrika, Asien, Oceanien Europa, Latinamerika og Nordamerika og har kontorer i 13 lande. Det internationale kontor ligger i London. Det danske kontor ligger i København.

## Historie
Organisationen hed tidligere the World Society for the Protection of Animals (WSPA). Dette navn fik den I 1981 med en sammenlægning af organisationerne the World Federation for the Protection of Animals (WFPA), der blev grundlagt i 1950, og the International Society for the Protection of Animals (ISPA), der blev grundlagt I 1959. I juni 2014 skiftede organisationen navn til World Animal Protection.

## Landekontorer
- USA: 535 8th Ave, 3rd Floor, New York, NY 10018.
- Afrika: Westside Tower, 9th Floor, No.901, Lower Kabete Road, Westlands, off Brookside Roundabout, Nairobi, Kenya[2]

- Australien: Level 2, 120 Christie Street, St. Leonards, NSW 2065[2]
- Brasilien: Rua Vergueiro, 875, Sala 93. São Paulo (SP)[2]
- Canada: 90 Eglinton Avenue East, Suite 960 Toronto, ON M4P 2Y3[2]
- Kina: 4-1-81, Jian Guo Men Wai Diplomatic Compound No.1, Xiu Shui Street, Chaoyang District, Beijing[2]
- Danmark: Amager Torv 29, 2, 1160 København K
- Indien: D-21, 2nd Floor, Corporate Park, Sector 21, Dwarka, New Dehli - 110 075[2]
- Holland: Third Floor, Louis Couperusplein 2, 2514 HP Den Haag[2]
- New Zealand: Private Bag 93220 Parnell Auckland 1151 [2]
- Sverige: Box 22536, 104 22 Stockholm
- Thailand: 27th Floor, 253 Asoke, Sukhumvit 21 Road, Khlong Toei Nuae, Wattana, Bangkok[2]
- Storbritannien: 126 Fairlie Road, Slough, SL1 4PY, UK [2]